# Anthony Winkler Prins
Anthony Winkler Prins, né le 30 ou 31 janvier 1817 à Voorst et mort le 4 janvier 1908 à Voorburg, est un écrivain néerlandais. On se souvient surtout de lui pour avoir été rédacteur en chef de l'encyclopédie Winkler Prins. En plus d’être encyclopédiste, Winkler Prins (un double nom de famille) est un prédicateur "Doopsgezind" (mennonite). Il écrit également des éditoriaux pour de nombreux journaux, ainsi que de la poésie. 

## Biographie

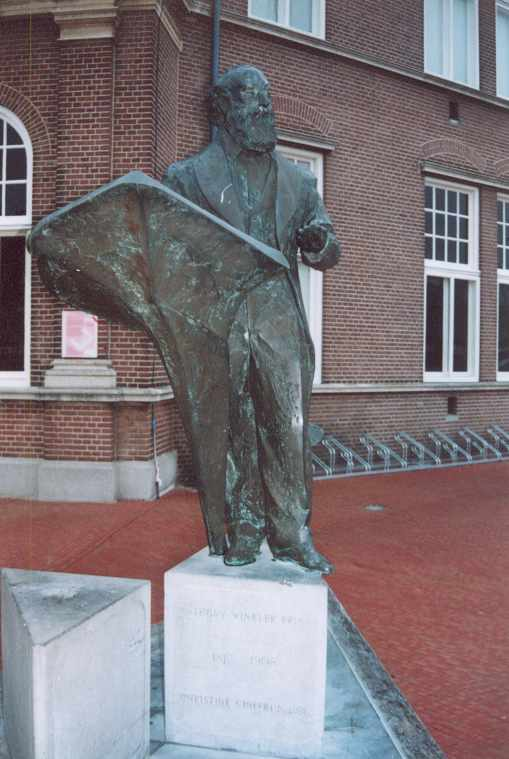
Statue de représentant Anthony Winkler Prins, érigée à l'extérieur du Veenkoloniaal Museum à Veendam en 1991.

Il étudie les sciences et la littérature à Utrecht, puis la théologie au Doopsgezind Seminarium (Séminaire mennonite) d'Amsterdam. De 1841 à 1850, il prêche dans le village de Tjalleberd. 
De 1850 à 1882, Winkler Prins prêche dans la ville de Veendam, dans le nord du pays, où il termine son encyclopédie en 1882. Il est très important pour la communauté, non seulement en tant que prédicateur, mais aussi parce qu'il fonde une école secondaire (qui existe toujours), une école maritime et une loge maçonnique. 
Après avoir pris sa retraite comme prédicateur en 1882, il part vivre avec sa fille à Voorburg, où il meurt et est inhumé en 1908. Une statue de lui est érigée à l'extérieur du Veenkoloniaal Museum à Veendam en 1991. Le 9 septembre 2005, les dépouilles de Winkler Prins et de son épouse, Henderika, sont réinhumés dans le cimetière de l'église réformée de Veendam. 
Le fils de Winkler Prins, Jacob (né à Tjalleberd le 5 février 1849 et mort en mer le 25 novembre 1907), est un poète (principalement des sonnets) et un peintre.